# Isca fascia
Isca fascia is een haft uit de familie Leptophlebiidae. De wetenschappelijke naam van de soort is voor het eerst geldig gepubliceerd in 2003 door Nguyen & Bae.
De soort komt voor in het Oriëntaals gebied.